# Аю-Даг (фортеця)
Аю-Даг (крим. Ayuv Dağ; також Бююк-Кастель, крим. Büyük Qastel) — руїни церковнофеодального комплексу VIII—XV століття, на горі Аюдаг в Ялтинському районі Криму. Рішеннями Кримського облвиконкому № 595 від 5 вересня 1969 року та № 16 (обліковий № 184) від 15 січня 1980 року «монастир на горі Аю-Даг: комплекс середньовічних церков» VIII—XV століття оголошено історичною пам'яткою регіонального значення.

## Опис
Загалом у межах гірського масиву Аю-Даг виявлено 39 археологічних комплексів, із них 4 античного часу, 26 середньовічних та 3 — XVII—XVIII століття. Найбільший середньовічний — церковно-феодальний комплекс, що складається з кількох поселень із храмами та двох монастирів, захищених загальною системою оборони. Його виникнення пов'язують з підйомом сусіднього Партеніту та утворенням Готської єпархії, до якої належав монастирський комплекс. Укріплення складається з трьох ліній кріпосних стін (складених з діабазового буту насухо, товщина 2,2—2,8 м, збереглися в деяких місцях на висоту до 3 м) і кільцеподібного зміцнення всередині.

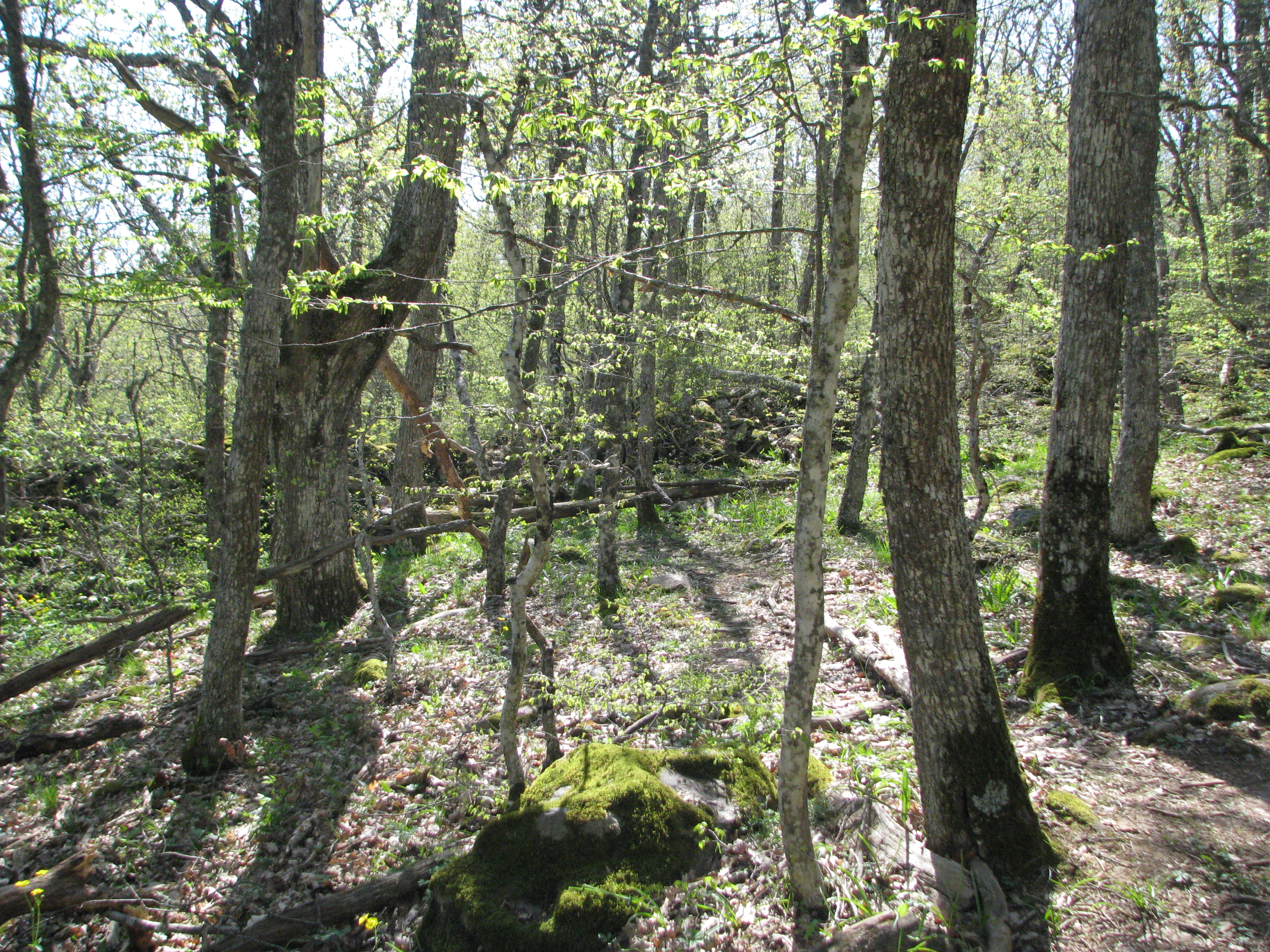
Перша оборонна стіна на сухій кладці
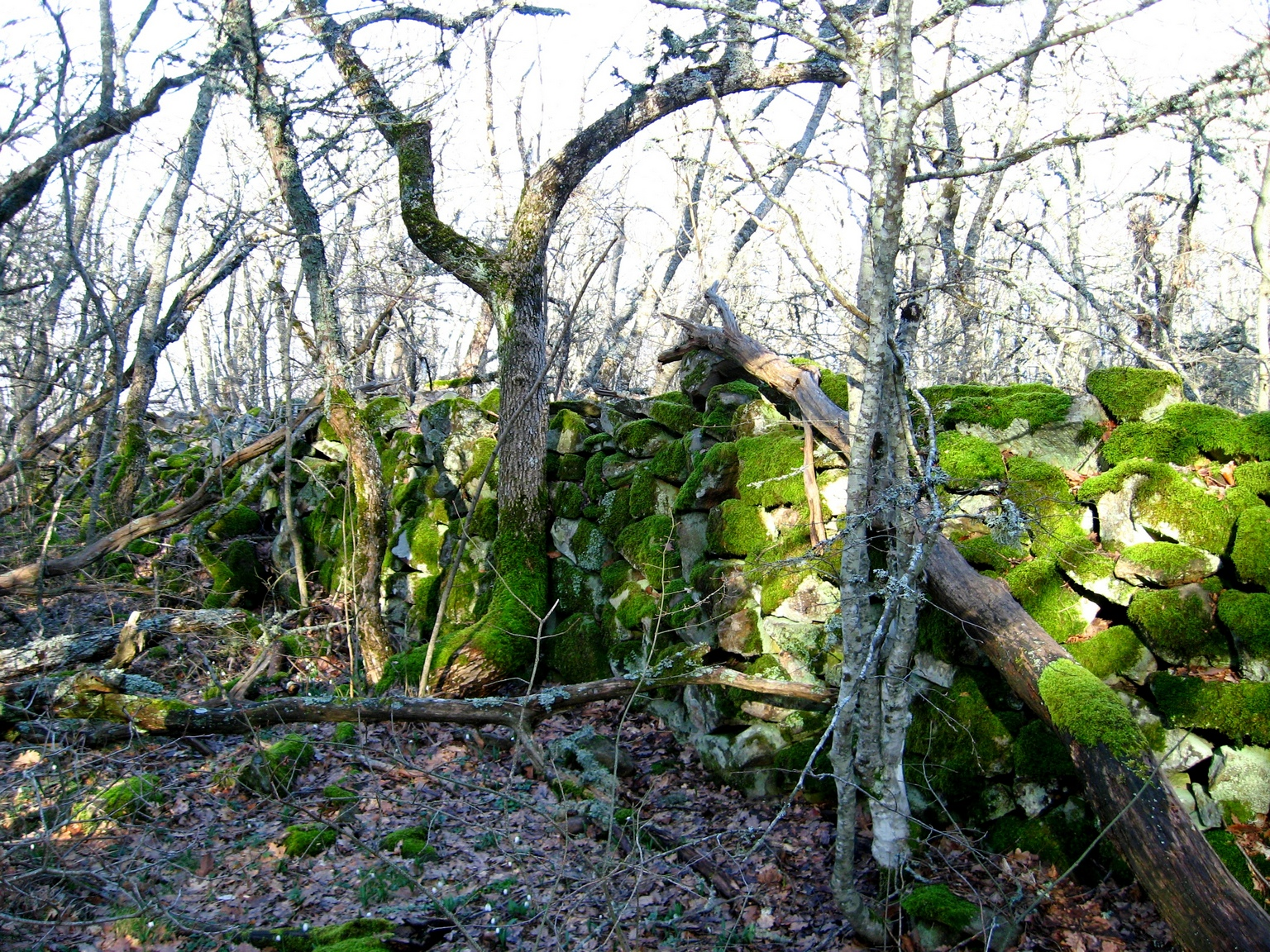
Стіна Біюк-Кастеля
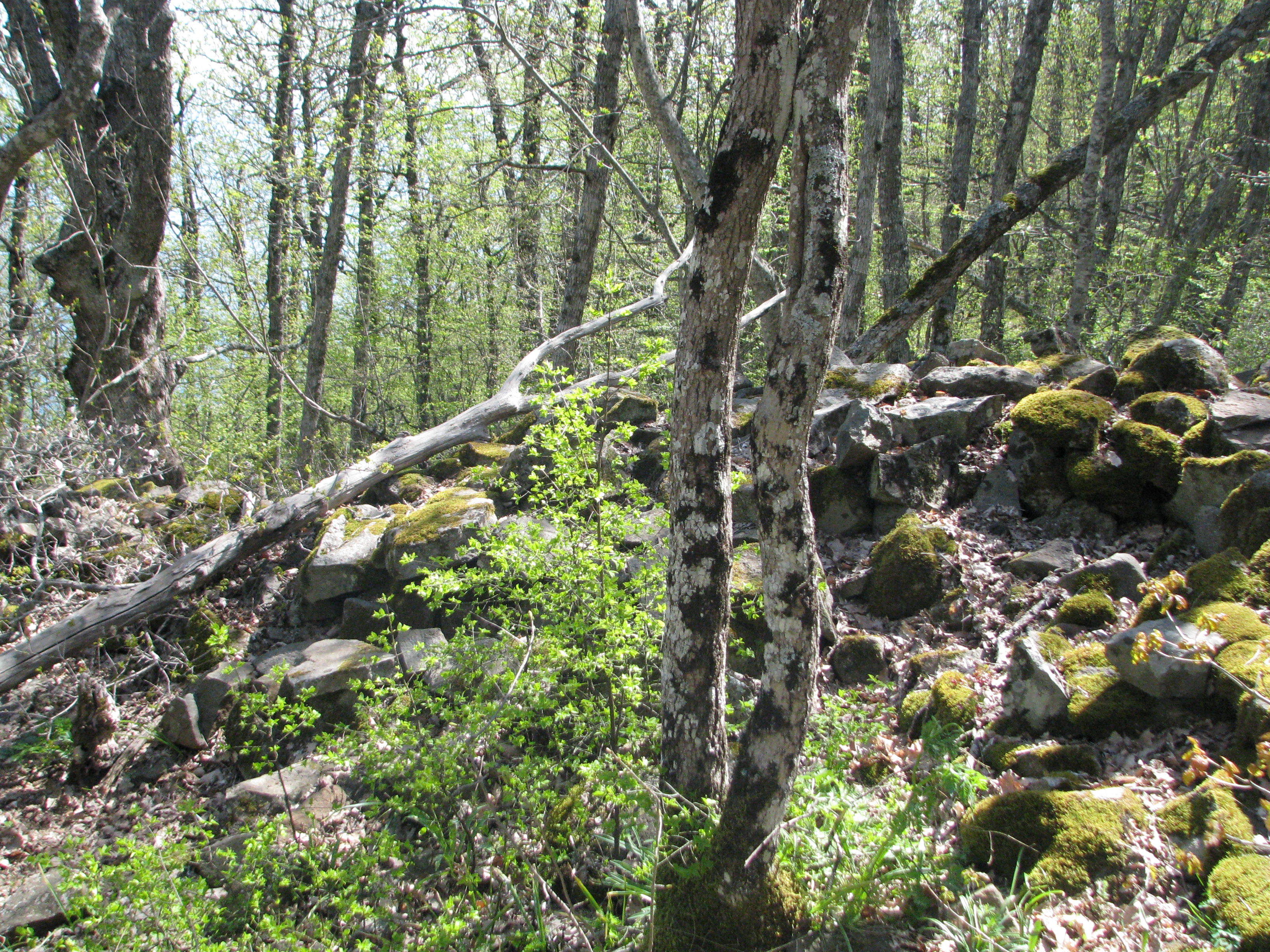
Залишки веж
Руїни церкви на галявині Ай-Констант.

- Перша стіна (складена з діабазового буту насухо, ширина 1,5-2 м, збереглася на висоту до 1,5 м), вперше згадується Миколою Рєпніковим 1909 року[6], досліджена 1973 року Олегом Домбровським, датована VIII-X століттям[7][8].
- Друга стіна, згадувалася з XVIII століття[5], описана в XIV томі «Повного географічного опису нашої вітчизни» Семенова-Тян-Шанського В.П.

На півдорозі до вершини Аю-Дага стежка досягає залишків стародавньої стіни, місцями добре збереженої...
У 1963-1966 роках досліджувалася Левом Фірсовим, 1969 року - експедицією Олега Домбровського. Влаштування стіни аналогічне першій, Лев Фірсов визначав її довжину в 1350 м, ширина 1,5-2 м, висота, що збереглася, - до 3 м. Датована дослідниками VIII-X століттям.
- Третю стіну відкрито й обстежено Домбровським 1973 року, такої ж кладки, як попередні, збереглася фрагментарно[8].
- Четверту (західну) стіну відкрито 1998 року розвідувальним загоном Гірничо-Кримської експедиції Кримської філії інституту археології НАН України. Складена насухо з діабазового буту, ширина близько 1,8 м, збереженість місцями сягає 2,3 м, простежується протягом 400 м. Попередньо датована VIII-X століттям[5].

### Біюк-Кастель

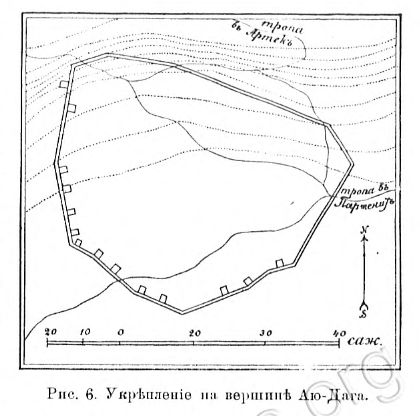
Микола Рєпніков. План укріплення

Найбільш відома пам'ятка комплексу — «кільцеподібне укріплення», за яким у місцевих жителів закріпилася назва «Біюк-Кастель» (на відміну від просто Кастеля на сусідній горі в 10 км на північ) — залишки укріпленого прихистка (стіни з буту на глині, довжиною 693 м, товщиною 1,8-2,2 м), розмірами 220 на 180 м (площа 3,25 гектара). Укріплення (у плані складний багатокутник) мало 14 напівкруглих та 4 прямокутні вежі. Усередині, біля стін (без прив'язки до них) — залишки деяких однокамерних будівель, а також з діабазу (Петр Кеппен нарахував їх 13), розмірами в середньому 2 на 3 м, без культурного шару всередині, можливо кордегардії. Кеппен вважав, що вхід до укріплення знаходився зі східного боку, Лев Фірсов розміщував ворота у південному секторі. На думку Олега Домбровського, прихисток зведено у VIII—IX столітті, також використовували і як загін для худоби, і він зберігав своє значення, мабуть, до X століття. Культурного шару всередині фортеці немає: на думку істориків, укріплення було збудовано жителями Партеніта як притулок і загін для худоби на випадок військової небезпеки, але так ніколи і не було застосовано за прямим призначенням і могло бути зруйновано сильним землетрусом.

## Історія вивчення
Першим із дослідників про ісар згадував Петер-Симон Паллас у книжці «Спостереження, зроблені під час подорожі південними намісництвами Російської держави в 1793-1794 роках»: «...руїни грецького монастиря в ім'я святих Костянтина і Олени, укріпленого стіною...». Запис про «...частинки фортеці, бійниць, на схилі сліди церков...», на горі Аю-Даг, залишив Павло Сумароков у книжці «Дозвілля кримського судді, або Друга подорож до Тавриди», як одне з можливих місць розташування легендарного храму Діани руїни фігурують у статті Івана Бларамберга 1831 року, згадано в донесенні Єгора Келлера 1821 року. Перший більш-менш науковий опис руїн залишив Петро Кеппен: у праці «Про старожитності південного берега Криму і гір Таврійських» 1837 року - Бююк-Ісару присвячено 12 сторінок книжки, з аналізом можливої історичної приналежності - вчений справедливо відніс пам'ятку до середньовіччя, склавши план укріплення, але, не дивлячись на це, багато хто ще тривалий час (до 1960-х років) вважав ісар таврійською фортецею І століття до н. е. - IV століття н. е. (Фредерік Дюбуа де Монпере, Микола Рєпніков в 1909 році, Павло Шульц у роботі 1959 року, Олександр Лєсков 1965 року. Деякі дослідники (наприклад, Володимир Дьяков) ідентифікували тут римське укріплення перших століть нашої ери. У статті 1935 року Микола Ернст писав про туристичний потенціал пам'ятки.
Лише після археологічних розвідок Львом Фірсовим у 1963—1966 роках і Олегом Домбровським 1969 року, а також робіт 1970-х років, учені дійшли висновку про датування пам'ятки середньовіччям, конкретно VIII—IX століттям. До того ж періоду віднесено більшість сільських поселень і храмів на плато і схилах Аю-Дага.

## Поселення на Аюдазі
Крім давно і широко відомого притулку археологами в різний час на плато Аюдага та схилах було відкрито кілька пам'яток, що належать до різних часових періодів.
- Ай-Констант (у Мтколи Рєпнікова місце називалося «Клісури», зараз назва не застосовується[5]) - руїни укріпленого монастиря і поселення VIII-X століття, розташовані наприкінці північно-східної частини плато, над східним прибережним урвищем. На його руїнах - залишки церкви (каплиці) XII-XV століття[5][6][8].
- Монастирський комплекс із храмом XII-XV століття (можливо, більш ранній[8]) над бухтою Панаїр[20], на висоті близько 40 м. Відкритий експедицією О. І. Домбровського 1969 року, розкопки проводилися 1994-1995 року під керівництвом С. Б. Адаксіної. Значна частина монастиря і поселення поховані обвалом XV (або XVI)[21] століття, частина знищена зсувами[8]. Були досліджені залишки храму XII-XV століття, окремі споруди, монастирська огорожа і частина кладовища. Спочатку це було поселення X-XI століття, потім монастир XII-XIII століття, зруйнований, мабуть, землетрусом, і реконструйований монастир, що існував до кінця XVI століття[21].
- Поселення на північно-східному схилі гори між другою і третьою оборонними стінами - відкрито 1969 року експедицією УРСР під керівництвом О. І. Домбровського, розкопано приблизно 40 одно- і двокамерних будинків, розташованих у п’ять рядів один над одним уздовж схилу, датовано VIII-X століттям[7][8][22].
- Поселення на південно-західному схилі (умовна назва Артек, бо розташоване на території Артека) VIII-XV століття - відкрито 1963 року, одне з найбільших у Криму для того часу. Під час закладання шурфів знайдено обриси вулиць, огорожі будинків, стіни жител і господарських будівель, ковальські майстерні, де виготовляли залізні якорі та металеві деталі корабельного оснащення. За знайденим матеріалом це був досить великий торговельний порт, основним заняттям мешканців селища були морські промисли[8].
- Урочище Осман - на західному схилі Аю-Дага, на хребті Тоха Дахир, багатошарова археологічна пам'ятка: рання, з культурним шаром античного часу (IV ст. до н. е. - IV ст. н. е.)[5], за іншими даними - поселення І-ІІІ ст. н. е. та поселення VIII-X ст., яке розміщувалося на штучних терасах[8][9].
- Поселення на південному схилі Аю-Дага - розташоване на території Артека, на західному боці Великого яру, над береговими урвищами. Під час розвідувальних розкопок виявлено залишки понад 50 одно- і двокамерних будинків, з буту на глині, збереглися на висоту до 1,5 м. Знайдена кераміка датується VIII-X століттям, пізніші матеріали поки що не виявлено[8].

Усього список археологічних пам'яток Аю-Дага включає 41 найменування, більшість з яких не розкопувалося і в науковій літературі не описано.